# Der Rio della Salute
Der Rio della Salute (französisch Le Rio de la Salute) ist ein Sujet im Werk des Malers Claude Monet. Er schuf insgesamt drei in Öl auf Leinwand gemalte Versionen
des Bildmotivs während seines Venedig-Aufenthaltes 1908. Sie zeigen in verschiedenen farblichen Ausführungen im Stil des Impressionismus jeweils den nahezu gleichen Blick auf einen kleinen Kanal im Stadtviertel Dorsoduro. Die Ansichten weisen typische venezianische Elementen auf, etwa eine Bogenbrücke im Zentrum, darunter eine Gondel sowie am Ufer verschiedene Pallazi und ein Kirchengebäude. Die Bildhöhe beträgt bei zwei Gemälden 81 cm, beim dritten Bild 100 cm. Die Breite wird bei allen Ausführungen mit 65 cm angegeben. Die Ansichten des Rio della Salute gehören zu den letzten Bildern, die Monet während seines mehr als zweimonatigen Aufenthaltes in Venedig begonnen hatte. Endgültig fertiggestellt wurden diese Werke etwa drei Jahre später in Frankreich. Eine Version des Gemäldes gehört zur Sammlung des Pola Museum of Art in Hakone, eine weitere Fassung ist Teil der Sammlung Hasso Plattner und wird im Museum Barberini in Potsdam ausgestellt. Das dritte Gemälde der Reihe befindet sich in Privatbesitz.

## Bildbeschreibungen

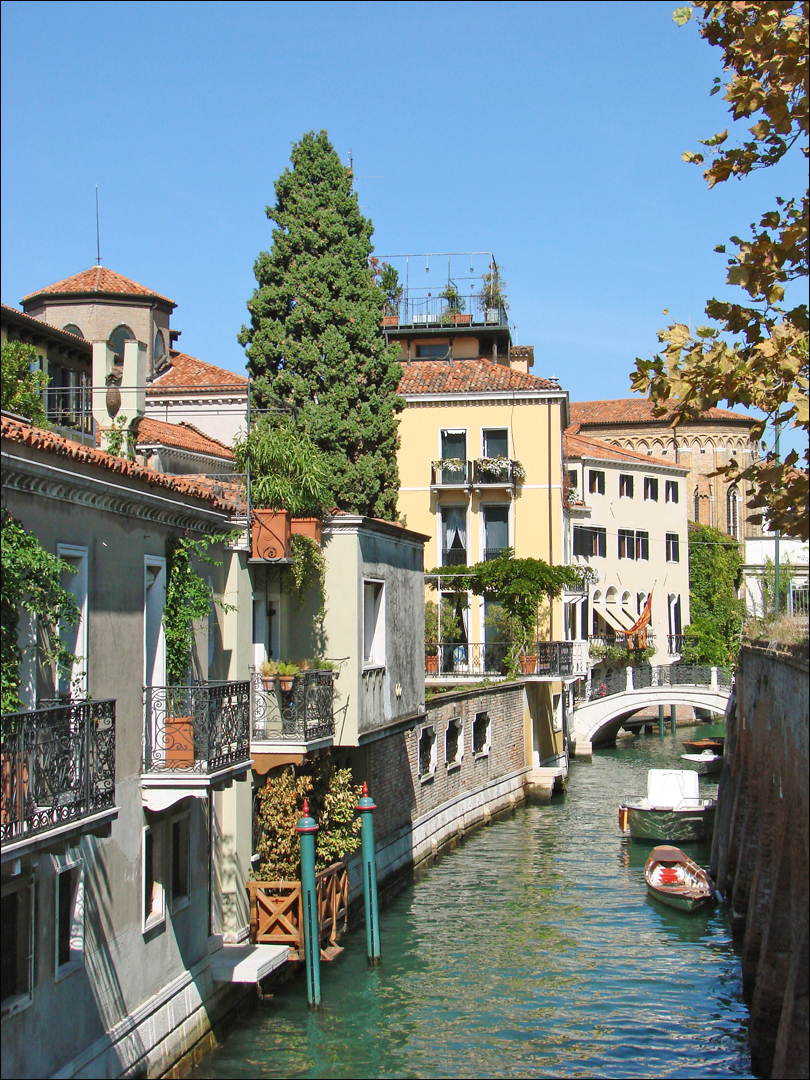
Foto des Rio della Salute von 2010, aufgenommen von der Ponte de l’Umiltà

Die drei Fassungen von Monets Der Rio della Salute zeigen eine nahezu identische Ansicht eines Kanals im Stadtviertel Dorsoduro in Venedig. Der Blick geht von Süden nach Norden in Richtung zum Canal Grande. Das Wasser des Rio della Salute reicht jeweils bis an den unteren Bildrand, wodurch der Standpunkt des Malers nicht exakt zu bestimmen ist. Er lässt sich jedoch in der Nähe der Ponte de l’Umiltà verorten. Der heutige Blick von dieser Brücke verdeutlicht, dass Monet sich an einem tiefer gelegenen Standpunkt und weiter in Kanal befunden haben muss, wie Vergleiche mit Fotografien von der Brücke zeigen. Vermutlich hat er die Ansicht auf den Kanal aus einer Gondel heraus skizziert. Zwei Bilder diese Reihe sind im gleichen Bildformat ausgeführt, die dritte Version ist nach unten verlängert und zeigt im Vordergrund eine größere Wasserfläche.
In Monets Ansichten des Kanals beherrschen die vertikalen Strukturen der verschiedenen Architekturformen den Bildaufbau. In jeder Version des Sujets reihen sich mehrere Palazzi vom linken Bildrand bis zur Bildmitte. Markant ist dabei der hochaufragende Bau mit der Loggia im Obergeschoss, der heute in dieser Form nicht mehr existiert. In den Gemälden weist dieses Gebäude die typischen venezianischen Architekturmerkmale wie Spitzbogenfenster, Fensterläden und weiße Balkone auf. Am Ende der Häuserreihe zeigt sich die Apsis der Kirche San Gregorio. Vor dem Kirchengebäude und dem nebenstehenden Palazzo wölbt sich die Ponte de la Salute über den Kanal. Diese Steinbrücke verbindet die Wohnbauten links mit der Kirche Santa Maria della Salute, die vom Bildausschnitt jedoch nicht erfasst wird. Unter der Brücke ist jeweils eine Gondel auszumachen. Den Vordergrund der rechten Seite dominiert eine hohe Mauer, hinter der sich das Gelände des Seminario Patriarcale befindet. Über diese Mauer ragt bis zur Bildmitte das üppige Grün einer Baumkrone.
In allen drei Versionen des Bildes herrscht das helle Licht des Nachmittags, das die oberen Gebäudepartien erstrahlen lässt und andere Bereiche der Szenerie in einen diffusen Dunstschleier hüllt. Hierzu trägt auch Monets für den Impressionismus typische Malweise bei, bei der er kurze Pinselstriche nebeneinander setzt und kreisförmige Farbaufstriche sichtbar bleiben. Er zeigt in den Ansichten des Rio della Salute eine breite Farbpalette aus „Primär-, Sekundär- und Tertiärfarben, die er mit Weiß mischte, um eine helle farbige Tonalität zu erzeugen, die das warme Licht adäquat erfasst.“ Die drei Varianten des Sujets unterscheiden sich vor allem in der Auswahl der Farben, die von Grün-, Blau-, Gelb- und Orange- bis zu Lavendel- und Rosatönen variieren. Für den Kunsthistoriker John Walker löst sich in Monets Venedigansichten „das Licht so materiell und fühlbar“ „wie die Objekte auf die es fällt“. Dabei würden „Kirchen, Paläste und Brücken in Vorhänge aus farbigem Licht übertragen“. Alle drei Varianten sind unten links mit „Claude Monet 1908“ signiert und datiert.

## Monets letzte Bilder aus Venedig
Im Herbst 1908 reiste Monet erstmals nach Venedig. Er war bereits 68 Jahre alt und inzwischen ein sehr bekannter und wohlhabender Maler. In den Jahren zuvor hatte er im heimischen Giverny nahezu ausschließlich an seinen Seerosenmotiven gearbeitet. Dabei schuf er zahlreiche Bilder vom Gartenteich und seiner Vegetation sowie den Spiegelungen und Lichtreflexen auf der Wasseroberfläche. Für Monet waren diese Wasserlandschaften mit ihren Reflexionen zu einer Obsession geworden, wie er gegenüber dem Kunstkritiker Gustave Geffroy äußerte. Ausgangspunkt der Reise nach Venedig war eine Einladung der Freundin Mary Hunter, die Monet und seiner Frau Alice für den Aufenthalt in Venedig Räume im Palazzo Barbaro-Curtis zur Verfügung stellte.
Von der Idee, in Venedig zu malen, war Monet anfangs wenig begeistert. In der Lagunenstadt hatten vor ihm neben den vielen namhaften einheimischen Malern auch zahlreiche ausländische Künstler charakteristische Ansichten geschaffen. Hierzu gehörten nicht zuletzt seine Zeitgenossen John Singer Sargent, James McNeill Whistler, Édouard Manet und Pierre-Auguste Renoir. Nach der Ankunft stellte Monet fest, die Stadt sei „zu schön, um gemalt zu werden“. Seine Meinung änderte Monet jedoch schnell und er begann mit einer umfangreichen Bildproduktion. Dabei griff er teilweise Bildthemen auf, die ihn schon bei früheren Reisen beschäftigt hatten. So finden sich Architekturmotive am Wasser beispielsweise in Gemälden wie Die Brücke in Amsterdam (Shelburne Museum) von 1874 oder Waterloo Bridge, Sonne (Denver Art Museum) von 1899–1901. Das helle Licht und die leuchtenden Farben des Mittelmeerraums hatte Monet bereits 1884 bei seinem Aufenthalt im italienischen Bordighera kennengelernt. Im Gemälde Die Villen in Bordighera (Musée d’Orsay) greift Monet bereits eine mediterrane helle Farbigkeit auf und zeigt bei der Loggia im Bild sein Interesse für architektonische Details, wie er sie auch in den Venedigansichten wiedererkennen lässt. Die alte Brücke über die Nervia in Dolceacqua (Sterling and Francine Clark Art Institute), ebenfalls beim Bordighera-Aufenthalt entstanden, weist Parallelen zum Brückenbogen in den Venedigansichten Der Rio della Salute auf.

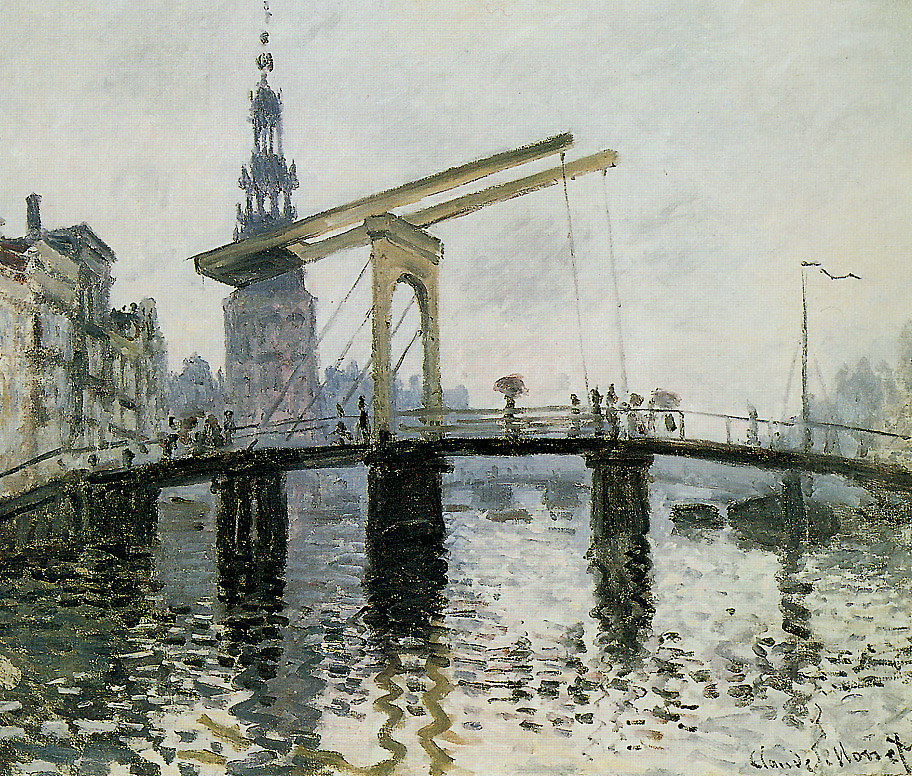
Die Brücke in Amsterdam, 1874
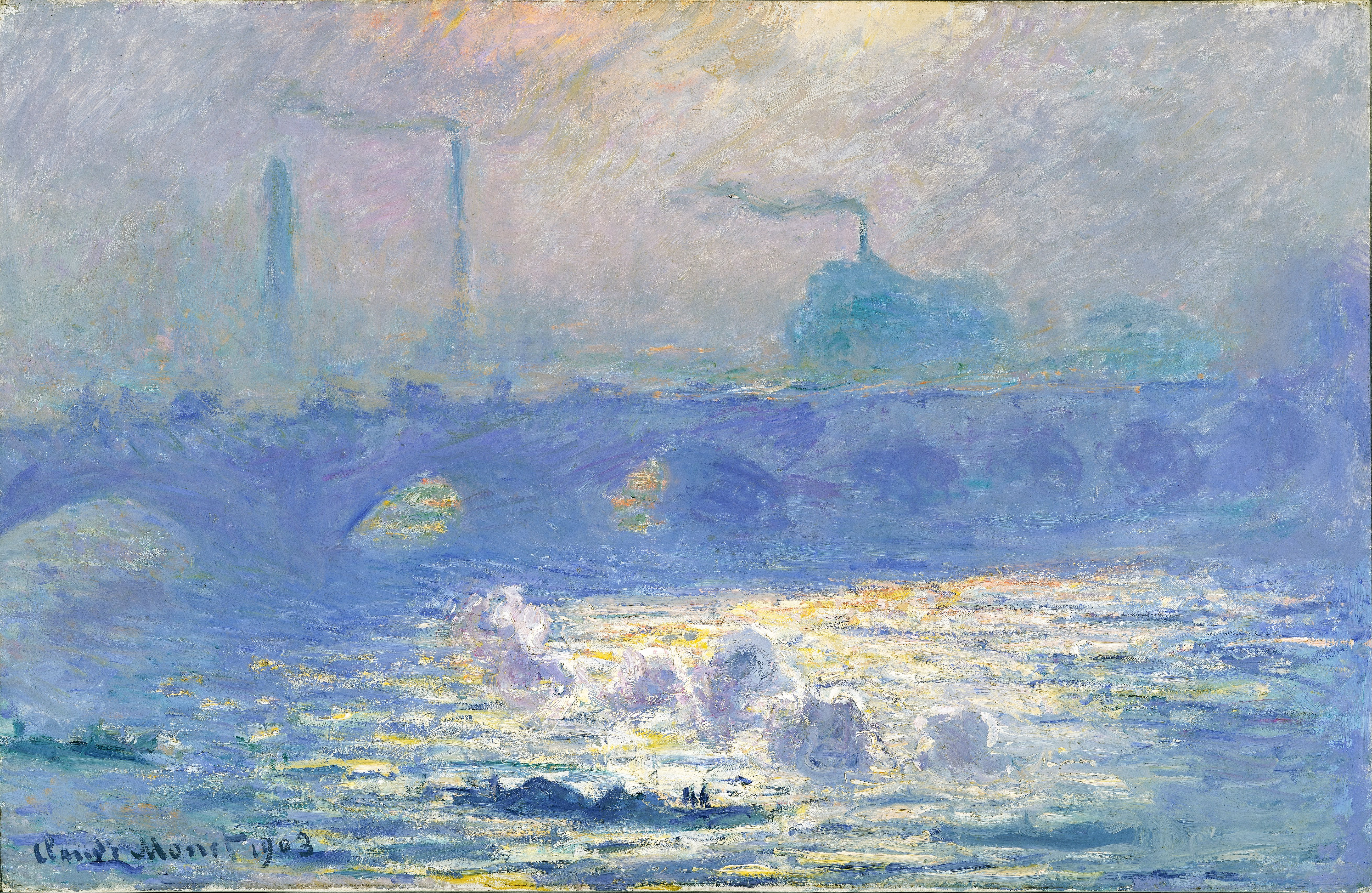
Waterloo Bridge, Sonne, 1899–1901,
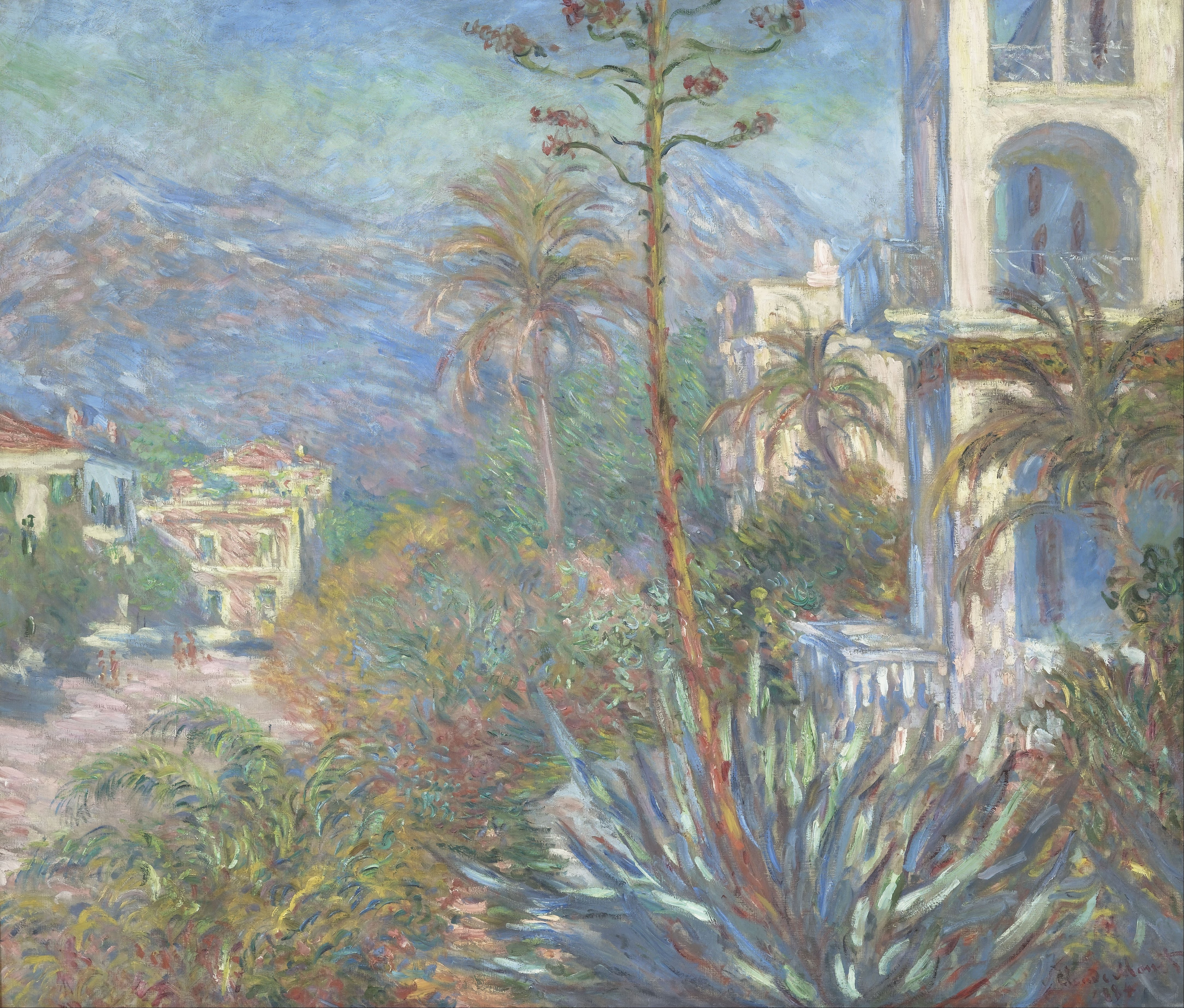
Die Villen in Bordighera, 1884
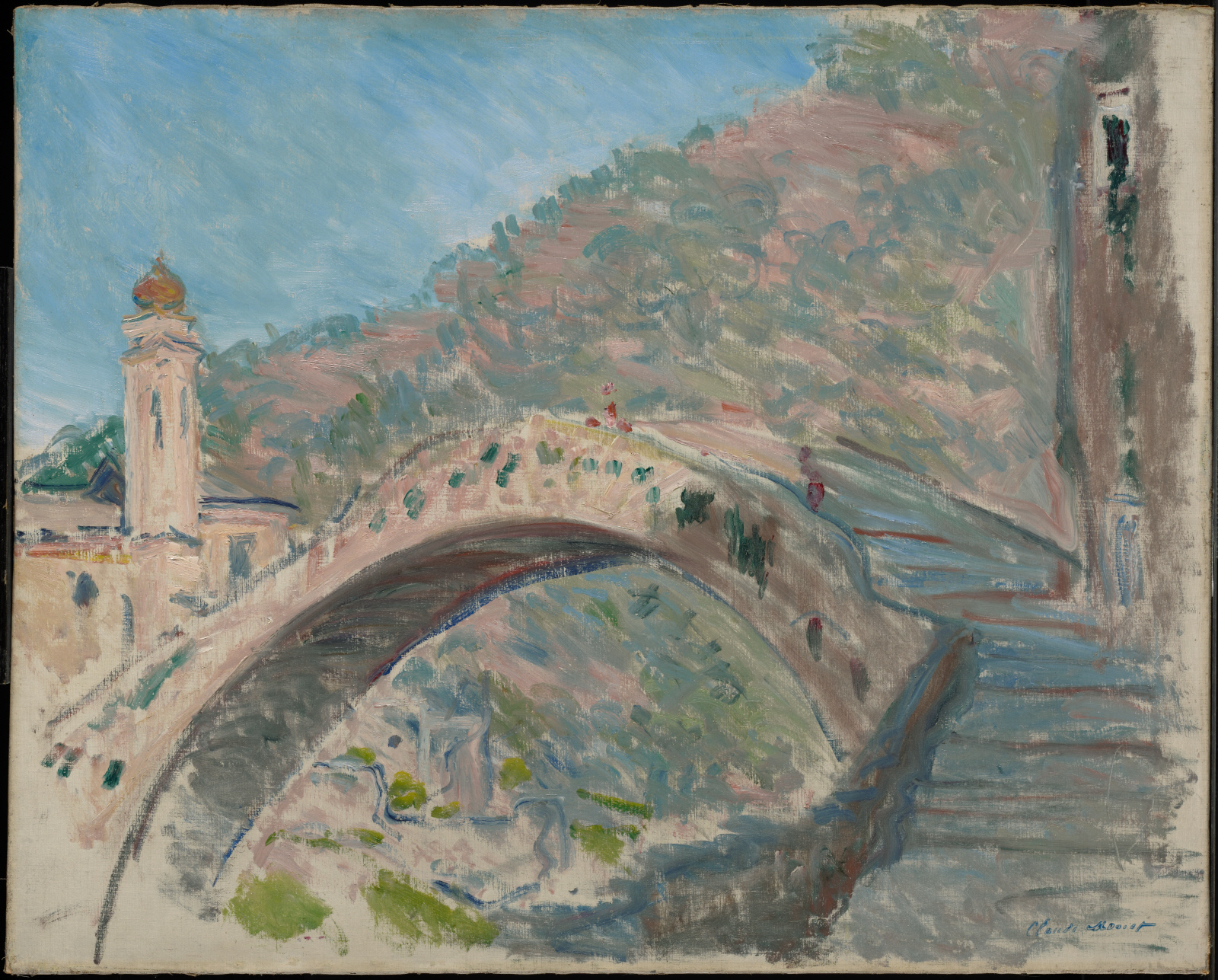
Die alte Brücke über die Nervia in Dolceacqua, 1884

Der ursprünglich geplant kurze Aufenthalt in Venedig wurde immer wieder verlängert und die Monets blieben insgesamt zehn Wochen. Längst hatte das Paar den Palazzo Barbaro verlassen und war in das wenig entfernte Grand Hotel Britannia am Canal Grande umgezogen. Alice Monet schrieb in einem Brief an Geffroy über ihren Gatten „Venedig hat ihn ergriffen und lässt ihn nicht los“. Insgesamt schuf Monet in Venedig 37 Gemälde. Von Alice Monet ist überliefert, dass die drei Ansichten des Rio della Salute, neben der Ansicht eines roten Hauses und der Skizze einer Gondel, zu den letzten in Venedig gemalten Bildern gehören. Als Monet am 7. Dezember 1908 aus Venedig abreiste, hatte seine Begeisterung für die Stadt einen Höhepunkt erreicht und er war betrübt, die Stadt zu verlassen. An Geffroy schrieb er „Der einzige Trost, den ich habe, ist der Gedanke, nächstes Jahr hierher zurückzukehren“. Monets Wunsch ging jedoch nicht in Erfüllung. Zurück in Frankreich war er zunächst mit einer Ausstellung seiner Seerosenbilder beschäftigt, dann hinderte ihn ein Augenleiden an der Arbeit, später erkrankt Alice Monet schwer und starb schließlich 1911.
Die aus Venedig mitgebrachten Leinwände betrachtete Monet zunächst als „nichts als Skizzen, Anfänge“. Erst im Oktober 1911 nahm er sich dieser Gemälde wieder an, die für ihn zugleich eine Erinnerung an die letzte mit seiner Frau Alice unternommene Reise darstellten. Alle drei Bilder des Rio della Salute zeigte Monet zusammen mit dem Großteil seiner Venedigproduktion im Frühjahr 1912 in der Galerie Bernheim-Jeune. Die Venedig-Bilder wurden von der Kritik insgesamt positiv aufgenommen. Darunter war auch der Bericht von Gustave Geffroy in der Zeitung La Dépêche aus Toulouse, in dem er die Bildmotive Der Rio della Salute explizit erwähnt. Im Pariser Figaro schrieb Arsène Alexandre über Monets Venedig-Ansichten: „Er hat also gezeigt, ... dass es keine Angelegenheit gibt, wie abgedroschen sie auch erscheinen mag, die durch Interpretation nicht erneuert und vergrößert werden kann.“

## Provenienz
Monet hat die drei im Werkverzeichnis von Daniel Wildenstein mit den Nummern 1761, 1762 und 1763 versehenen Ansichten des Rio della Salute im März 1912 zusammen mit anderen Venedigansichten gemeinschaftlich an die beiden Kunsthandlungen Bernheim-Jeune und Durand-Ruel verkauft. Vom 28. Mai bis 8. Juni 1912 waren die Venedig-Motive in den Pariser Galerieräumen von Bernheim-Jeune ausgestellt. Danach gelangten die Bilder in unterschiedliche Sammlungen.
Das Gemälde mit der Werkverzeichnisnummer 1761 verkaufte die Kunsthandlung Durand-Ruel im November 1912 an die Kunstsammlerin Ellen H. Henderson aus New Orleans. Nach ihrem Tod erbte Sylvester W. Labrot Jr. aus Hobe Sound in Florida das Bild. Anschließend gehörte es dem Sammler Robert Leonhardt in New York. Über die Kunsthandlung Knoedler gelangte das Bild danach in den Besitz von Tyler G. Gregory aus Pasadena. Die nächsten Besitzer waren der New Yorker Kunsthändler Stephan Hahn und der ebenfalls in New York ansässige Finanzberater Thomas D. Neelands Jr. Nach dessen Tod wurde das Bild in einer Auktion am 26.–27. April 1972 bei Sotheby Park Bernet an den Sammler Stanford Z. Rothschild Jr. aus Baltimore verkauft. Er starb im Februar 2017 und vermachte seine Sammlung der Rothschild Art Foundation. Diese verkaufte Monets Ansicht des Rio della Saltue und weitere Werke in einer Versteigerung am 13. November 2017 in der New Yorker Filiale des Auktionshauses Christie’s. Das Bild ging für 8.187.500 US-Dollar an einen namentlich unbekannten Sammler.
Die Bildfassung mit der Verzeichnis-Nr. 1762 ging im Juni 1912 in den alleinigen Besitz der Kunsthandlung Durand-Ruel über und verblieb mehrere Jahre in deren Bestand. Auf dem Kunstmarkt tauchte das Bild erst wieder am 6. April 1954 auf, als es in Paris von der Galerie Charpentier versteigert wurde. Danach befand es sich im Besitz der Lawrence O’Hana Gallery in London und in der Sammlung von Clariça Davidson, ebenfalls in London. Über die Galerie Marlborough-Gerson gelangte das Gemälde 1965 in die New Yorker Sammlung von John Molser und seiner Frau. Am 5. November 1981 kam das Bild bei Sotheby Park Bernet zur Auktion. Die nächsten Besitzer waren der in Princeton lebende Unternehmer John Seward Johnson I. und seine Frau Barbara Piasecka Johnson. Nachdem sich das Bild zwischenzeitlich im Besitz der Yoyoi Gallery in Tokio befunden hatte, wurde es am 14. Mai 1985 in einer Auktion in der New Yorker Filiale von Sotheby’s versteigert und gelangte anschließend in eine unbekannte Privatsammlung. Am 28. November 1995 bot die Londoner Filiale von Christie’s das Bild erneut in einer Auktion an, wobei es unverkauft blieb. Am 6. Mai 2008 wurde das Gemälde in der New Yorker Filiale von Christie’s abermals angeboten. Bei einem Schätzwert von 8–12 Millionen US-Dollar fand sich jedoch kein Käufer. Danach war das Bild im Besitz der Kunsthändlerfamilie Nahmad, die es 2008–2009 zu einer Venedig-Ausstellung in der Fondation Beyeler in Riehen ausliehen und es 2011 als Teil der Nahmad Collection im Kunsthaus Zürich präsentierten. Im April 2013 erwarb der Sammler Hasso Plattner das Gemälde. Die Sammlung Hasso Plattner mit zahlreichen Werken des Impressionismus wird seit 2020 im Museum Barberini in Potsdam ausgestellt.
Die Version der Ansicht des Rio della Salute mit der Werkverzeichnisnummer 1763 verkaufte die Kunsthandlung Bernheim-Jeune 1924 an den Apotheker Henri-Edmond Canonne, zu dessen umfangreicher Kunstsammlung auch eine Venedigansicht San Giorgio Maggiore und mehrere Seerosenmotive Monets gehörten. Später befand sich das Bild in den Kunsthandlungen Sam Salz und Acquavella Galleries, bevor es am 2. Dezember 1981 in der New Yorker Filiale von Sotheby Park Bernet zur Auktion kam. Danach gehörte das Gemälde der japanischen Kunsthandlung Art Point. Der Unternehmer Suzuki Tsuneshi kaufte diese Version von Monets Rio della Salute schließlich für seine Kunstsammlung mit Werken westlicher und japanischer Künstler. Diese Sammlung hat Suzuki in die Pola Art Foundation überführt, die seit 2002 im Pola Museum of Art in Hakone-Sengokuhara ausgestellt wird.